# Coaldale (comtat de Schuylkill)
Coaldale és una població del Comtat de Schuylkill (Pennsilvània) als Estats Units d'Amèrica. Segons el cens del 2000 tenia 2.295 habitants.

## Demografia
Segons el cens del 2000, Coaldale tenia 2.295 habitants, 1.046 habitatges, i 606 famílies. La densitat de població era de 408,3 habitants per quilòmetre quadrat.
Dels 1.046 habitatges en un 22,3% hi vivien nens de menys de 18 anys, en un 40,2% hi vivien parelles casades, en un 11,9% dones solteres, i en un 42% no eren unitats familiars. En el 38,7% dels habitatges hi vivien persones soles el 24,4% de les quals corresponia a persones de 65 anys o més que vivien soles. El nombre mitjà de persones vivint en cada habitatge era de 2,14 i el nombre mitjà de persones que vivien en cada família era de 2,84.
Per edats la població es repartia de la següent manera: un 19,2% tenia menys de 18 anys, un 7,1% entre 18 i 24, un 25,6% entre 25 i 44, un 19,6% de 45 a 60 i un 28,5% 65 anys o més.
L'edat mediana era de 44 anys. Per cada 100 dones de 18 o més anys hi havia 83,3 homes.
La renda mediana per habitatge era de 23.362 $ i la renda mediana per família de 31.905 $. Els homes tenien una renda mediana de 28.317 $ mentre que les dones 18.083 $. La renda per capita de la població era de 14.021 $. Entorn del 8,3% de les famílies i el 13,2% de la població estaven per davall del llindar de pobresa.